# Jacob Hemelrijk

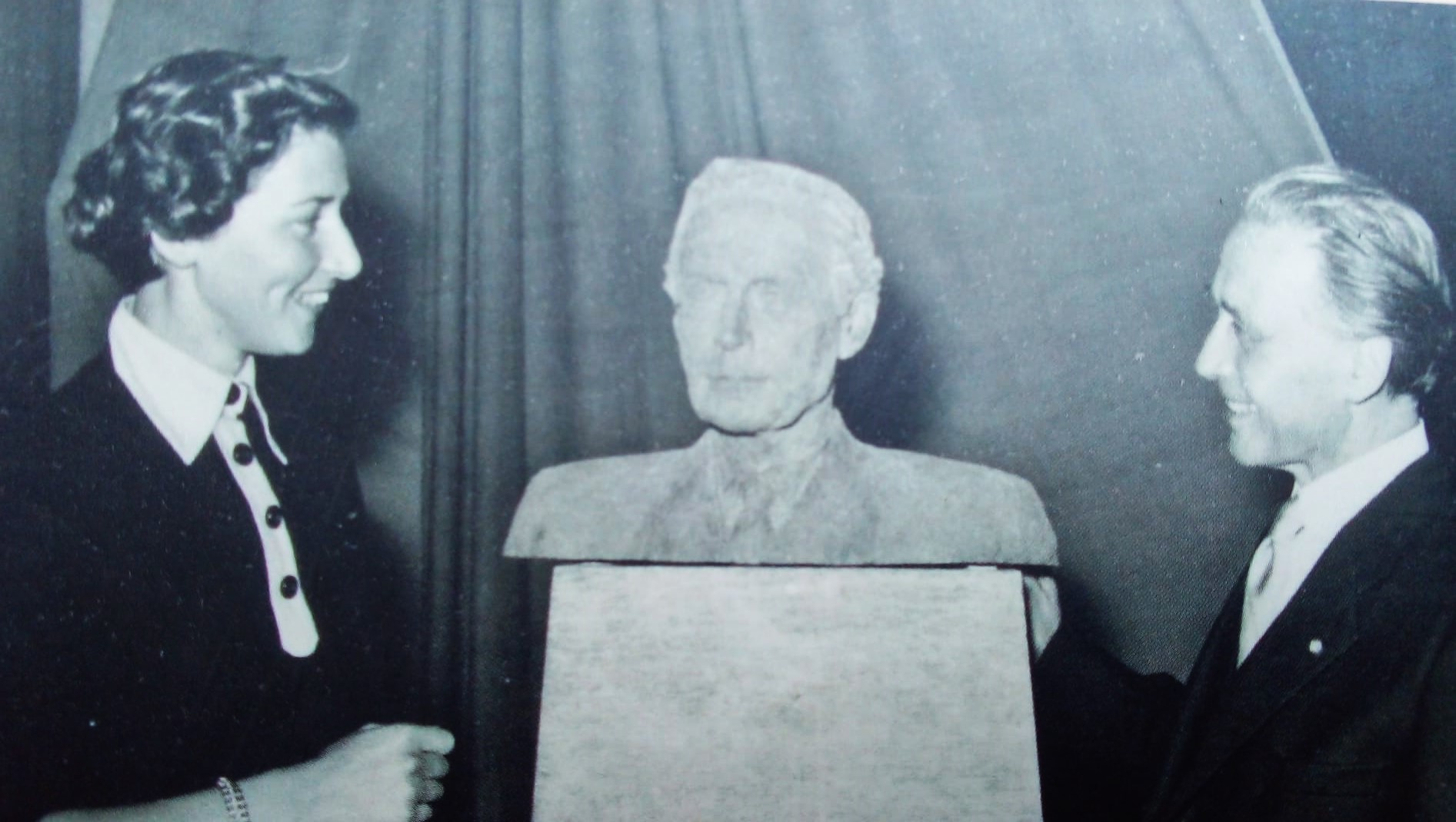
Bij het afscheid van het Murmellius Gymnasium in 1953, boden zijn leerlingen en docenten Dr. J. Hemelrijk een borstbeeld aan dat gemaakt is door zijn oud-leerlinge Paulien Eecen, onder voorwaarde dat hij het op zijn beurt zou schenken aan het gemeentebestuur, zodat het een plaats in de school zou krijgen.

Dr. Jacob (Jaap) Hemelrijk sr. (Winterswijk, 14 februari 1888 – Bergen NH, 10 februari 1973) is bekend als rector van het Murmellius Gymnasium en raadslid en wethouder in Bergen, Noord-Holland. 

## Jeugd
Hemelrijk werd geboren op 14 februari 1888 in Winterswijk als enige zoon in een Joodse familie. Hij had vier zussen. Nadat zijn moeder overleed en zijn vader hertrouwde, kwam er nog een (half)zusje bij. Zijn vader was marskramer van beroep. 

## 1910-1940
Hemelrijk werd onderwijzer en studeerde daarnaast in de avonduren klassieke talen. Na het afronden van die studie, in 1921, werd hij leraar in de oude talen aan het Stedelijk Gymnasium in Utrecht. In 1925 promoveerde hij aan de Universiteit Utrecht op een studie van de termen 'arm' en 'rijk' in het Grieks. In 1926 werd hij benoemd tot rector van het Murmellius Gymnasium in Alkmaar. Hij verhuisde vanuit Bilthoven naar Bergen. Met zijn vrouw Dirkje Arina (Dit) de Jong-Hemelrijk kreeg hij vier kinderen: Leo Hemelrijk, Jan Hemelrijk, Dineke Hemelrijk en Jaap M. Hemelrijk. Het gezin woonde aan de Eeuwigelaan, in het huis de Spar, niet ver van zee. Voor de oorlog boden hij en zijn familie al onderdak aan vluchtelingen uit Duitsland. Ook was de Spar een ontmoetingsplek voor de vele kunstenaars die in Bergen woonden in die tijd, zoals de leden van de Bergense School.

## Tijdens de Tweede Wereldoorlog
In 1940 werd hij door de Duitse bezetter ontslagen als rector van het Murmellius Gymnasium. Hij werd gedwongen naar Amsterdam te gaan, waar hij lesgaf aan het Joods Lyceum. Toen de deportaties van Joden op gang kwamen, dook hij onder. Hij werd echter verraden en in september 1944 werd hij gearresteerd en gedeporteerd naar concentratiekamp Sachsenhausen en later naar Buchenwald. Doordat zijn persoonskaart vervalst werd in een van de kampen, wisten de nazi's niet (meer) dat hij Joods was en daardoor is hij wel tewerkgesteld, maar niet vergast. Hij werd op 11 april 1945 in Buchenwald bevrijd. 

## 1945 - 1973
Na zijn terugkeer in Alkmaar en Bergen werd Hemelrijk herbenoemd als rector van het Murmellius Gymnasium. Al in de zomer van 1945 gaf hij lezingen over zijn kampervaringen en ook schreef hij er een boek over, met de titel "Er is een weg naar de vrijheid" - de spreuk die boven de poort van Sachsenhausen in het hek stond, met als ondertitel "Zeven maanden concentratiekamp".
Naast zijn rectorstaken vertaalde hij werken uit het Oudgrieks en het Latijn. In Bergen was hij vele jaren gemeenteraadslid en wethouder, eerst voor de SDAP en later voor de PvdA. Zijn linkse politieke voorkeur en zijn geringe lichaamslengte bezorgden hem de bijnaam "de kleine rode rector". 

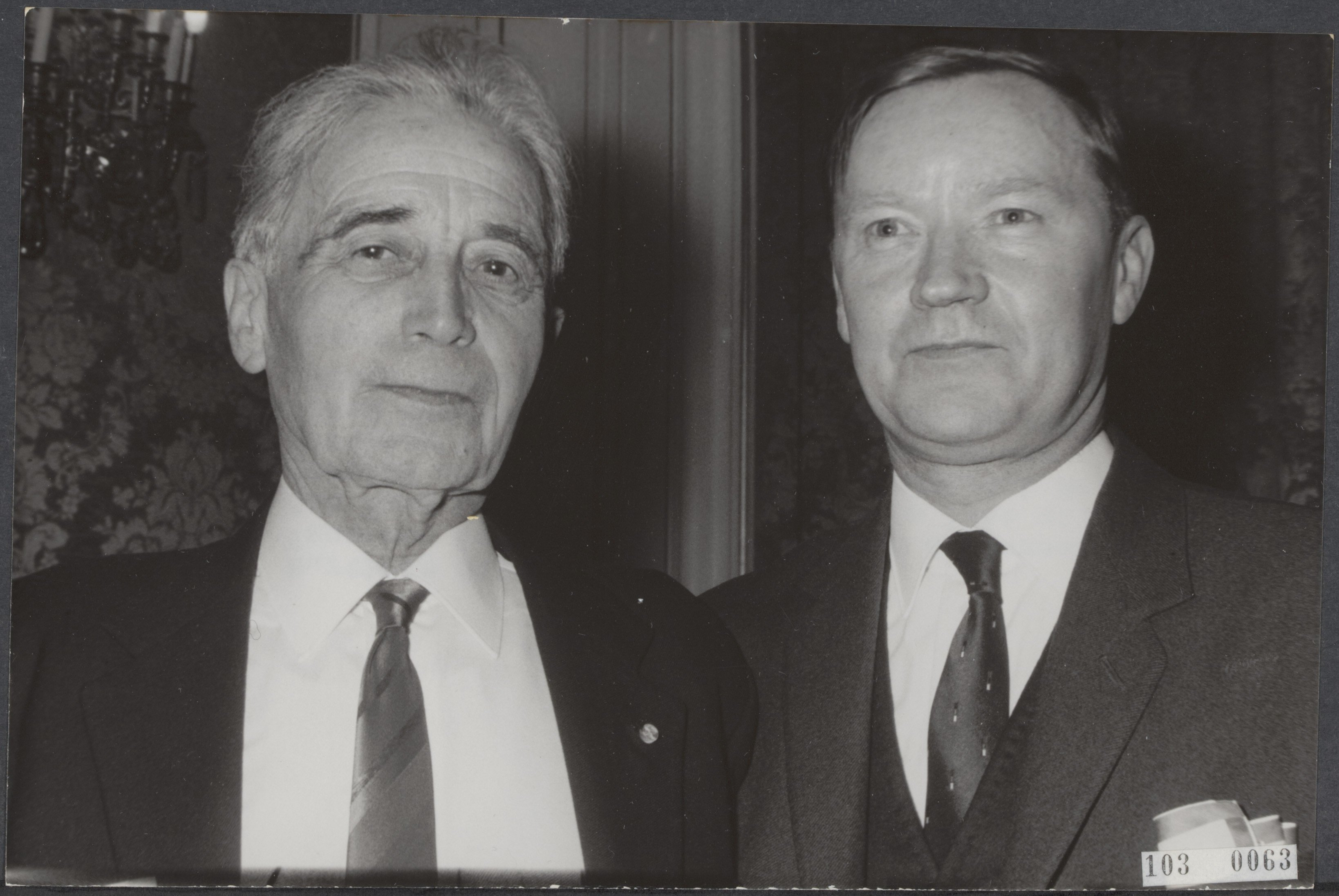
Uitreiking van de Martinus Nijhoff Vertaalprijs 1966 aan dr. Jacob Hemelrijk en James Brockway, in de Raadszaal van de gemeente Den Haag

Hij vertaalde het gehele werk van Plautus tot goed opvoerbare komedies in het Nederlands en kreeg daarvoor in 1966 de Martinus Nijhoffprijs. Hij schreef nog drie boeken: "Mijn kinderleven", over zijn jeugd in Winterswijk, "Jaap de jongeling" (later samengevoegd in één uitgave: "Mijn leven") en "Uit de dagboeken van een rector", een bloemlezing uit zijn dagboeken als rector van het Murmellius. 
Hemelrijk overleed in 1973 te Bergen.

## Onderscheiding
In 1953 werd Hemelrijk benoemd tot Officier in de Orde van Oranje-Nassau.

## Postuum
Over zijn leven hebben Maria Smook-Krikke en Joop Bekius het boek geschreven: "Jacob Hemelrijk, een veelzijdig en gedreven mens". 
- Digitale Bibliotheek voor de Nederlandse Letteren: heme006
- International Standard Name Identifier: 0000 0001 1785 0843
- Library of Congress Control Number: no2007045476
- Nationale Bibliotheek van Israël: 987007383770405171
- Nederlandse Thesaurus van Auteursnamen: 069461856
- Système universitaire de documentation: 083252606
- Virtual International Authority File: 163351008